# Argonaut Games
Argonaut Games, nota come Argonaut Software fino al 1987, è stata un'azienda inglese dedita allo sviluppo di videogiochi con sede nella città di Londra, fondata il 23 febbraio 1982 da Jeremy Elliot e scioltasi il 18 marzo 2005.
È principalmente ricordata per aver realizzato, insieme a Nintendo, il microchip Super FX contenuto nelle cartucce di alcuni videogiochi per Super Nintendo.

## Storia
Fondata il 23 febbraio 1982 nel quartiere londinese di Barnet, il primo videogioco realizzato da Argonaut Software fu Skyline Attack per Commodore 64; nel 1986 pubblicò Starglider, un titolo ambientato nello spazio con grafica tridimensionale e ispirato a Star Wars.
A partire dal 1987, l'azienda iniziò a farsi chiamare Argonaut Games.
Con la nuova etichetta, la società pubblicò altri giochi per Amiga e Atari, tra cui Starglider 2, il seguito del precedente titolo del 1986, un gioco molto apprezzato dalla critica per il suo motore grafico in 3D.
Nel 1993 Argonaut iniziò lo sviluppo di Star Fox, un gioco per il Nintendo Entertainment System (NES), ispirato a Starglider. Durante la sua scrittura, Nintendo inviò ad Argonaut Games un prototipo del Super Nintendo Entertainment System (SNES o Super Nintendo), una nuova console giochi. I programmatori iniziarono a convertire il gioco anche per il Super Nintendo ma, durante lo sviluppo, Jez San contattò Nintendo per chiedere se poteva inserire nella cartuccia un chip grafico per aumentare le prestazioni 3D della console. Nintendo accettò la proposta ed insieme formarono un'azienda per lo sviluppo di tale chip, A/N Software Inc., con sede presso Nintendo in America. Inizialmente noto come "MARIO chip", acronimo di Mathematical, Argonaut, Rotation & I/O chip, il processore fu messo in commercio come Super FX e fu utilizzato, oltre che nel gioco StarFox, in Stunt Race FX, StarFox 2 (uscito sul super Nintendo Mini), Yoshi’s Island e altri. Il chip era così potente che Argonaut Games dominò il mercato dei processori RISC surclassando in termini di vendite processori come i MIPS e gli ARM dell'epoca.
Dopo lo sviluppo del Super FX, Argonaut Games sviluppò altri chip per altre aziende: per Philips sviluppò un chip per una console giochi (nome in codice GreenPiece, alias CD-I 2), per Apple Inc. un chip per un sistema da gioco (nome in codice VeggieMagic), e per Hasbro un microprocessore per un gioco in realtà virtuale (nome in codice MatriArc). Tutti questi progetti non furono però mai messi in commercio.
Nel 1996 la società fu divisa in Argonaut Technologies Limited (ATL) e Argonaut Software Limited (ASL). ATL cambiò sede mentre ASL continuò nei vecchi uffici a progettare CPU e GPU ed a proseguire nello sviluppo del 'BRender', il motore 3D proprietario.
Nel 1997 il gruppo Argonaut cambiò sede e gli uffici delle due filiali furono riportati all'interno della compagnia.
Nel 1998 ATL fu ridenominata Argonaut RISC Core (ARC) ed iniziò la commercializzazione di soluzioni per sistemi embedded. In seguito ARC fu assorbita da Synopsys, una società produttrice di sistemi elettronici di automazione.
Nel 1999 Argonaut Software Limited divenne Argonaut Games PLC e nel 2000 fu quotata alla Borsa di Londra. Seguirono le acquisizioni di alcuni piccoli studi di sviluppatori software, tra cui Just Add Monsters (adesso Ninja Theory, sviluppatori di Heavenly Sword per la PlayStation 3) e di Particle Systems.
Nonostante queste operazioni la società ebbe problemi di liquidità e soffrì la transizione dai giochi per la PlayStation a quelli per la PlayStation 2 e l'Xbox: nell'autunno del 2004 Argonaut Games, in seguito al calo dei profitti e con sempre più manifesti problemi di liquidità, fu chiusa e messa in vendita; lo scioglimento ufficiale avvenne il 18 marzo 2005.
Nel 2024 l'azienda è stata riaperta insieme al progetto di una versione remaster di Croc.

## Videogiochi
- Skyline Attack, 1984 (Commodore 64)
- Alien, 1984 (Commodore 64)
- Starglider, 1986
- Starglider 2, 1988
- Days of Thunder, 1990 (DOS, Game Boy)
- Race Drivin', 1992 (Atari ST, Amiga)
- A.T.A.C., 1992 (PC CDROM)
- Birds of Prey, 1992 (Amiga)
- X, 1992 (Game Boy)
- Star Fox, 1993 (SNES) (assistenza nella programmazione)
- King Arthur's World, 1993 (SNES)
- Vortex, 1994 (SNES)
- Stunt Race FX, 1994 (SNES) (assistenza nella programmazione)
- Creature Shock, 1994 (PC CDROM)
- Ren & Stimpy: Fire Dogs, 1994 (SNES)
- FX Fighter, 1995 (PC CDROM)
- Alien Odyssey, 1995 (PC CDROM)
- Star Fox 2, 1995 (pubblicato nel 2017) (SNES)
- FX Fighter Turbo, 1996 (PC CDROM)
- Scooby-Doo Mystery, 1996 (SNES)
- Croc: Legend of the Gobbos, 1997 (PC, PS1, SAT)
- Buck Bumble, 1998 (N64)
- Croc 2, 1999 (PC, PS1)
- Star Wars: La Forza nella matematica, 2000 (Microsoft Windows)
- Le follie dell'imperatore, 2000 (PC, PS1)
- Alien: Resurrection, 2000 (PS1)
- Red Dog: Superior Firepower, 2000 (DC)
- Aladdin: La vendetta di Nasira, 2000 (PC, PS1)
- Harry Potter e la pietra filosofale, 2001 (PS1)
- Harry Potter e la camera dei segreti, 2002 (PS1)
- Bionicle: Matoran Adventures, 2002 (GBA)
- Bionicle: The Game, 2003 (GameCube, PC, PS2, Xbox)
- I-Ninja, 2003 (GameCube, PC, PS2, Xbox)
- SWAT: Global Strike Team, 2003 (PS2, Xbox)
- Carve, 2004 (Xbox)
- Catwoman: The Game, 2004 (GameCube, PS2)
- Power Drome, 2004 (PS2, Xbox)
- Malice, 2004 (PS2, Xbox)
- Croc: Legend of the Gobbos (2024), 2024 (PC, PS4, PS5, XONE, X/S, Switch)